# Ixora glomeruliflora
Ixora glomeruliflora är en måreväxtart som beskrevs av Cornelis Eliza Bertus Bremekamp. Ixora glomeruliflora ingår i släktet Ixora och familjen måreväxter. Inga underarter finns listade i Catalogue of Life.